# Emmanuel Sougez

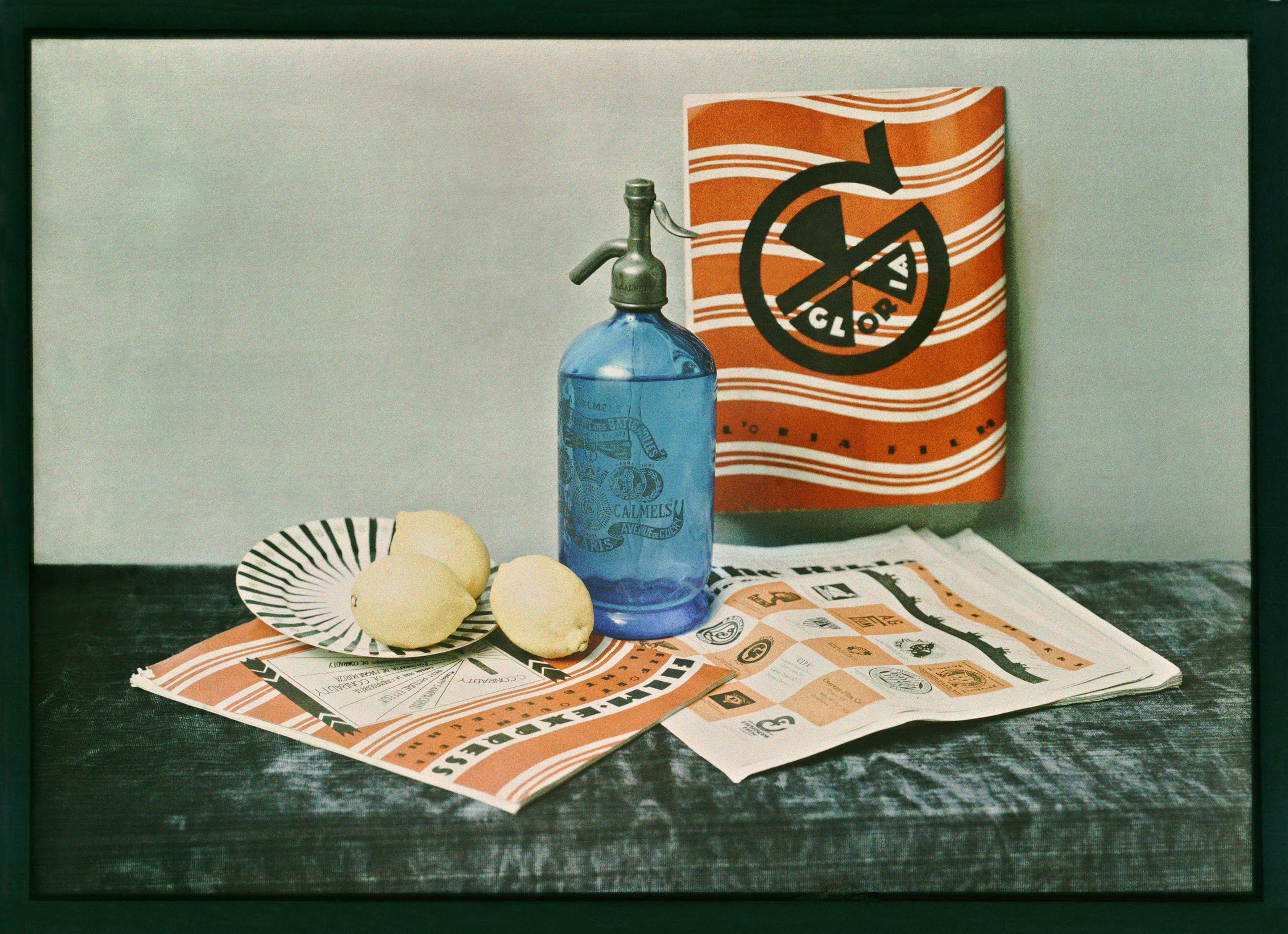
Emmanuel Sougez, Natura Morta, 1926-1928

Emmanuel Sougez, nato Louis-Victor-Emmanuel Sougez (Bordeaux, 16 luglio 1889 – Parigi, 24 agosto 1972), è stato un fotografo e critico francese. Deve la sua notorietà essenzialmente alle sue fotografie di nature morte che, con le opere di André Kertész e Germaine Krull sono state definite parte del cosiddetto "nuovo stile europeo" nella fotografia degli anni Trenta del Novecento

## Biografia
Studiò pittura alla École supérieure des Beaux-Arts di Bordeaux che abbandonò presto per dedicarsi alla fotografia e dopo aver viaggiato in Germania, Austria e Svizzera tra il 1805 e il 1914, realizzò alcune pubblicità che contribuirono a porlo in vista, tra le quali Nestlé, Rodier, Dunhill, Roquefort. Nel 1926, venne chiamato a fondare il dipartimento fotografico del quotidiano L'Illustration, che diresse fino al 1944. Il designer e direttore della rivista "Arts et Métiers Graphiques", Charles Peignot, lo invitò a selezionare immagini per il supplemento fotografico in uscita il 15 marzo 1930: la rivista diventerà il manifesto della "Nuova Fotografia". Sougez partecipò a varie mostre e le sue immagini vennero utilizzate in pubblicità. In particolare prese parte all'"Esposizione Internazionale di Fotografia Contemporanea" del 1936 e alla mostra personale con cui si inaugurò nel 1937 la nuova galleria "Le Chasseur d'Images" di François Tuefferd.
Nel 1932 pubblicò il libretto fotografico "Alphabet Sougez", un volumetto quadrato di appena 54 pagine in cui sono contenute ventisei fotografie in bianconero riprodotte in eliografia e stampate su carta pesante. Per ogni lettera dell'alfabeto, a destra una fotografia semplice, senza alcun artifizio e a sinistra, accanto alla lettera dell'alfabeto in rosso, la didascalia della foto in tre lingue: francese, inglese, tedesco. Ventisei foto in cui condensò la sua concezione intorno alla fotografia. Sougez, noto per l'uso di macchine di grande formato, dopo aver conosciuto Ilse Bing e aver visto le sue immagini con la Leica nel formato 35mm, osservò che la fotografa tedesca "ha ravvivato il dinamismo fotografico", fino a soprannominarla "Regina della Leica" nella recensione che le scrisse per una mostra a Parigi nel 1934.
Sougez si impose in Francia per la sua idea di "fotografia pura", con lo stesso rigore della Nuova oggettività in Germania e della Straight photography negli Stati Uniti. Estremo perfezionista delle linee essenziali, pulite e precise, nel 1936, dette vita al gruppo "Le Rectangle", cui presero parte, tra gli altri, Pierre Jahan e René-Jacques, con l'aperto scopo di difendere la tradizione artigianale francese contro "quest'ondata di vaghi fotografi stranieri e spesso improvvisati che, da dieci anni, inondano Parigi". Dopo la guerra, aprì un proprio laboratorio fotografico e scrisse, assieme ad altri, alcuni volumi di storia della fotografia. Un anno prima della morte lasciò in eredità 169 fotografie alla Biblioteca nazionale di Francia. La figlia ha donato 15 000 negativi al museo della cittadina di Bièvres. Fu anche un critico fotografico avendo scritto numerosi articoli, libri e saggi sulla fotografia e la sua storia.